# Jaromír Dulava
Jaromír Dulava (* 18. prosince 1960 Frýdek-Místek) je český herec.

## Život
Od dětství vyrůstal ve slezské vesnici Hnojník. Vystudoval brněnskou konzervatoř, kterou absolvoval v roce 1983. Už během tohoto studia hrál v Divadle Husa na provázku, následně v něm působil do roku 1988.
V roce 1990 se stal členem Činoherního klubu v Praze. Zde hrál např. ve hrách Kosmické jaro, Letní byt či Sex noci svatojánské. Ve filmu je nejvíce znám díky svému účinkování ve snímcích Černí baroni a Stůj, nebo se netrefím či v televizním seriálu Místo nahoře.

## Filmografie

### Film
- Dědictví aneb Kurvaseneříká (2014)
- Saxána a Lexikon kouzel (2011)
- Muži v říji (2008)
- Taková normální rodinka (2008)
- Obsluhoval jsem anglického krále (2005)
- Všechno nejlepší! (2005)
- Grandhotel (2005)
- Pravidla lži (2005)
- Román pro ženy (2005)
- Bruncio nel vento (2002)
- Jak ukrást Dagmaru (2001)
- Tmavomodrý svět (2001)
- Válka ve třetím poschodí (2000)
- Stůj, nebo se netrefím (1998)
- Jak si zasloužit princeznu (1995)
- ...ani smrt nebere (1995)
- Cesta peklem (1995)
- Celnice (1994)
- Zahrádka ráje (1994)
- Svatba upírů (1993)
- Černí baroni (1992)
- Dědictví aneb Kurvahošigutntag (1992)
- Poslední Motýl (1990)
- Ta naše písnička česká II (1990)
- Rozsudky soudce Ooky (1988)
- Housata (1979)
- Padesátka (2015)
- Teorie tygra (2016)
- Jak se zbavit nevěsty (2016)
- Milada (2017)
- 8 hlav šílenství (2017)
- Hmyz (2018)
- Zlatý podraz (2018)
- Můj strýček Archimedes (2018)
- Toman (2018)
- Teroristka (2019)
- Léto s gentlemanem (2019)
- Klec (2019)
- Vysoká hra (2020)
- Bourák (2020)
- Prvok, Šampón, Tečka a Karel (2021)
- Případ s koncem (2023)

### Seriály
- Most! (2019)
- Doktor Martin (2015)
- Reportérka (2015)
- Vraždy v kruhu (2015)
- Život a doba soudce A. K. (2014)
- Neviditelní (2014)
- České století (2013)
- Škoda lásky (2013)
- O mé rodině a jiných mrtvolách (2011)
- Ach, ty vraždy! (2010)
- Místo v životě (2006)
- Bazén (2005)
- Místo nahoře (2004)
- Útěk do Budína (2002)
- Přízraky mezi námi (2001)
- Hotel Herbich (1999)
- Tři králové (1998)
- Konec velkých prázdnin (1996)
- Sanitka 2 - MUDr. Radosta
- Doktorka Kellerová (2016)
- Pouť (2019)
- Zločiny Velké Prahy (2021)
- Osada (2021)
- Hvězdy nad hlavou (2021)
- Pálava (2022)

### Televize
- Polibek na cestu (2008)
- Malé velké gatě (2006)
- Impresário ze Smyrny (2006)
- Stříbrná vůně mrazu (2005)
- Dva na schodišti (2005)
- Maska a tvář (2005)
- Nadměrné maličkosti: Podle vlastních zásad (2004)
- Bankrotáři (2003)
- Uniforma (2001)
- Trampoty pana Humbla (1997)
- Ukradený automobil (1997)
- Poe a vražda krásné dívky (1996)
- Smrt v kruhu (1989)

## Rozhlasové role
- 2006 George Tabori: Matčina Kuráž, Český rozhlas, překlad: Petr Štědroň, hudba: Marko Ivanovič, dramaturgie: Martin Velíšek, režie Aleš Vrzák. Osoby a obsazení: syn (Jiří Ornest), matka (Květa Fialová), Kelemen (Jiří Lábus), Usoplenec (David Novotný), německý důstojník (Jaromír Dulava), 1. policista (Stanislav Zindulka), 2. policista (Antonín Molčík), strýc Julius (Miloš Hlavica), Marta (Růžena Merunková), milenec + hlas (Vojtěch Hájek), milenec + hlas (Michal Zelenka), hlasy (Petra Jungmanová, Zdeněk Hess a Otmar Brancuzský), žena domovníka + hlas (Bohumila Dolejšová) a modlení + zpěv (Michael Dushinsky). Hra byla vybrána do užšího výběru v soutěži Prix Bohemia Radio 2006 v kategorii "Rozhlasová inscenace pro dospělého posluchače".[3]